# Buton (lud)
Buton, także Butung – ludność austronezyjska zamieszkująca wyspę Buton (Butung) w indonezyjskiej prowincji Celebes Południowo-Wschodni. Według danych Ensiklopedi Suku Bangsa di Indonesia ich populacja wynosi 300 tys. osób. Pod pojęcie „Buton” podkłada się też mieszkańców regionów Rumbia i Poleang (w południowo-wschodniej części Celebesu), wysp Tukangbesi oraz wysp Muna i Kabaena, czyli obszarów wchodzących niegdyś w skład Sułtanatu Butonu.
Są zróżnicowani pod względem etnolingwistycznym i dzielą się na wiele podgrup, zwyczajowo określanych ogólną nazwą „Buton”. Posługują się szeregiem własnych języków z wielkiej rodziny austronezyjskiej (m.in. wolio, cia-cia, tukang besi), ale w użyciu są także inne języki (indonezyjski oraz bugijski i makasarski). Spośród rodzimych języków regionu jedynie wolio ugruntował się jako historyczny język literacki; istniało w nim piśmiennictwo w grafice arabskiej.
W przeważającej części wyznają islam w odmianie sunnickiej, lecz są wśród nich również chrześcijanie. W południowej części wyspy Muna występuje niewielkie skupisko katolików, a mieszkańcy regionów Rumbia i Poleang to wyznawcy protestantyzmu.
Zasłynęli jako marynarze i kupcy. Osiedlili się w różnych zakątkach wschodniej Indonezji, zwłaszcza w archipelagu Moluków, m.in. na wyspach Sula, Buru i Seram, a także w indonezyjskiej części Nowej Gwinei, na Celebesie i Małych Wyspach Sundajskich oraz w stanie Sabah w dzisiejszej Malezji. Od XVI/XVII w. do XX w. tworzyli Sułtanat Butonu. Islam przyjęli pod wpływem ludu Ternate. Pomiędzy tym regionem a wyspą Ternate ukształtowały się interakcje polityczne oraz związki kulturowo-językowe. Samo określenie „Buton” prawdopodobnie pochodzi z języka ternate, gdzie słowo butu oznacza „targowisko”; niemniej według lokalnej tradycji chodzi o nazwę pewnego gatunku rośliny (Barringtonia asiatica). Ze względu na swoje położenie geograficzne wyspa Buton stanowiła niegdyś miejsce postoju statków wojskowych i handlowych. Dla górskich kultur archipelagu Moluków szeroko rozumiana ludność Buton miała spełnić rolę dostarczycieli wiedzy i zapożyczeń słownikowych związanych z tradycjami morskimi.
Tradycyjnie zajmują się ręcznym rolnictwem tropikalnym (kukurydza, ryż suchy, proso, bataty, palma kokosowa). Trudnią się także rybołówstwem i handlem detalicznym. Pewne znaczenie ma połów pereł. Są znani jako zbieracze muszli morskich i trepangów. W gospodarce wyspy Buton istotną rolę odgrywa wydobycie asfaltu i eksploatacja lasów (drewno tekowe); eksportuje się koprę, sago, ryby, cukier trzcinowy, kawę i tytoń. Z rzemiosł rozwinęli budowę łodzi, obróbkę miedzi, tkactwo i plecionkarstwo. Pożywienie w dużej mierze roślinne, na bazie manioku, czerwonej fasoli i kukurydzy. Znaczenie ryżu różni się w zależności od subregionu.
Ich tradycyjne wierzenia to animizm i kult przodków. Organizacja społeczna opiera się na patrylinearnym systemie pokrewieństwa. Małżeństwo matrylokalne, później neolokalne. Przeważa monogamia, historycznie zdarzała się poligynia.
Sama nazwa „Buton” jest niejednoznaczna i może prowadzić do nieporozumień. Bywa bowiem odnoszona konkretnie do ludności posługującej się językiem wolio (w najwęższym ujęciu), a czasami (poza regionem) w sposób ogólny określa ludność prowincji Celebes Południowo-Wschodni. Ludność wysp Tukangbesi (na południowy wschód od Butonu) często nie podkreśla swojego pochodzenia geograficznego i identyfikuje się z wyspą Buton, migranci z tych wysp – bardzo liczni we wschodniej Indonezji – są powszechnie nazywani orang Buton. Z kolei mieszkańcy wyspy Muna, również wchodzącej w skład dawnego sułtanatu, zwykle nie posługują się tym etnonimem. Ponadto ludność Buton bywa mylnie utożsamiana z Badżawami (Bajau), do czego prowadzi skojarzenie z tradycjami morskimi.